# Neerijnen
Neerijnen là một đô thị và thị xã ở Hà Lan.  Đô thị này có cự ly khoảng 35 km về phía nam Utrecht và khoảng 15 km về phía bắc 's-Hertogenbosch.

## Các trung tâm dân cư
Est, Haaften, Heesselt, Hellouw, Neerijnen, Ophemert, Opijnen, Tuil, Varik và Waardenburg.